# Jordi Pàmias i Grau

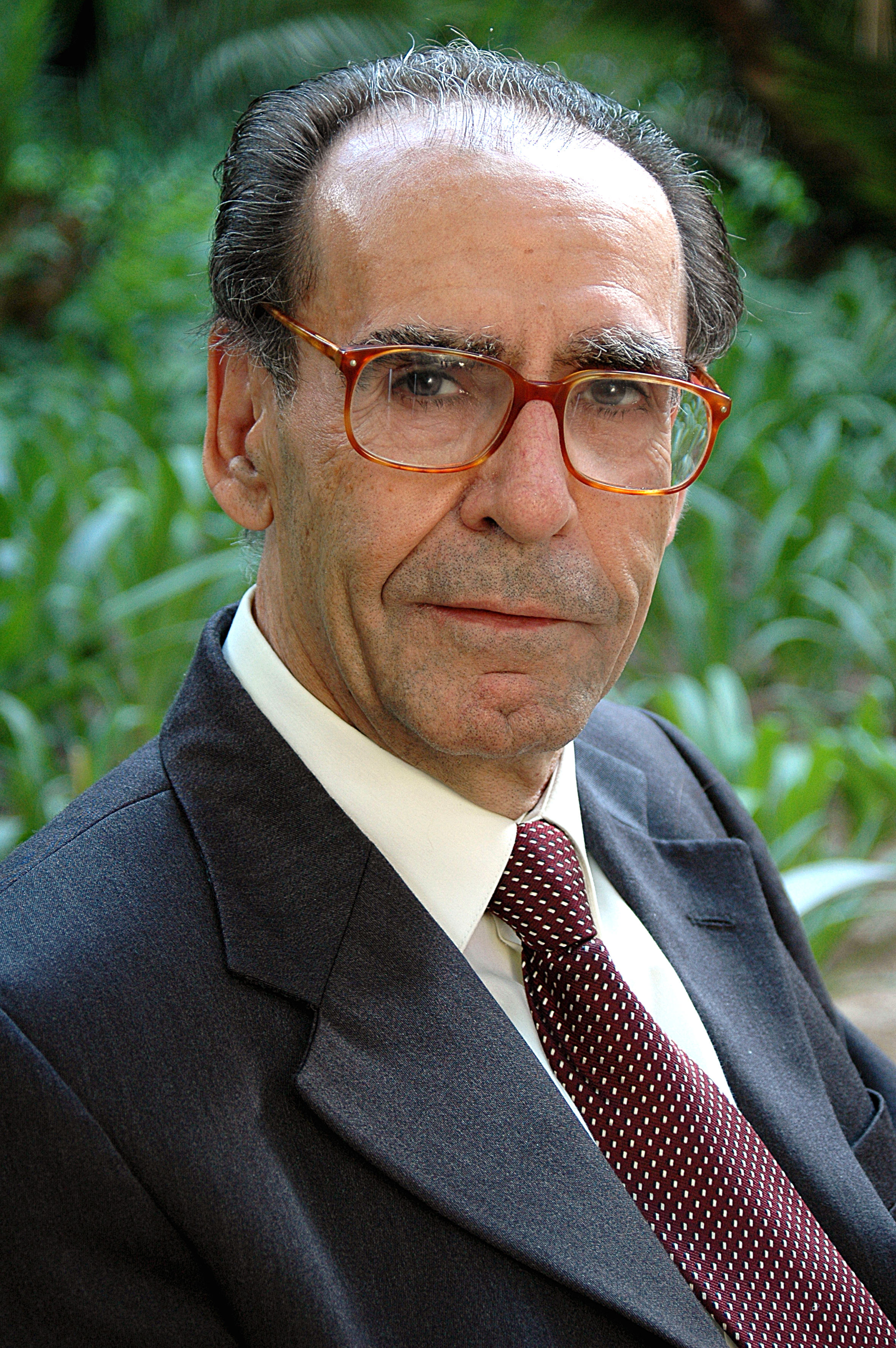
Jordi Pàmias (2005)

Jordi Pàmias i Grau (manchmal auch als Jordi Pàmies angesprochen, * 12. Februar 1938 in Guissona) ist ein katalanischer Dichter und Schriftsteller.

## Leben und Werk
Jordi Pàmias studierte Romanistik an der Universität Barcelona und lehrte über 30 Jahre Sprache und Literatur am Institut Màrius Torres in Lleida. Er arbeitete regelmäßig an verschiedenen Publikationen mit, insbesondere erstellte er Artikel über Autoren.
1972 debütierte er als Dichter mit La meva casa („Mein Elternhaus“), einer von intimer Lyrik durchdrungenen Gedichtsammlung, einer Beschwörung der Erfahrungen im Kontext des bäuerlichen Herrenhauses des Dichters, die in späteren Büchern zu einem wiederkehrenden, mythischen Thema wurden. Für diese Arbeit erhielt er im selben Jahr den Joan-Salvat-Papasseit-Preis. Sein poetisch-realistischer Charakter wurde bereits in Werken wie Cansada veu (1974, „Müde Stimme“), Memòria d’un temps empresonat (1963, „Erinnerung an eine Zeit im Gefängnis“) und Ofrena de l’hora grisa (1963, „Angebot zur grauen Stunde“) evident. Pàmias’ Poesie kann ab 1980 als Kreuzung dreier Wege beschrieben und in der Konstruktion einer existentiellen, liebevollen und mythischen Geometrie definiert werden. Ausgangspunkt ist die Existenzangst des Mannes, der darauf bedacht ist, Antworten auf die Existenzfrage und die dunkelsten Fragen des Daseins zu finden. Zu seiner Verteidigung flüchtet sich der Dichter erzählerisch in zwei hochwirksame Erlebnissphären. Er besingt die Freuden eines intensiven Liebeserlebnisses und sucht Zuflucht und Sicherheit im Mythos der Kindheit, konkretisiert und versinnbildlicht in dem bäuerlichen Herrenhaus seiner Familie. Er thematisiert so die aufeinanderfolgenden Lebensabschnitte und den Menschen. So entstanden seine Gedichte Cançons de la nit benigna (1975, „Gute-Nacht-Lieder“) Clam de la neu (1977, „Der Schnee weint“), Flauta del sol (1979, „Die Sonnenflöte“, Carles Riba Preis), Lluna d’estiu (1985, „Sommermond“) und Àmfora grega (1985, „Griechische Amfore“, premi Vicent Andrés Estellés).
Jordi Pàmias veröffentlichte auch Theaterstücke wie Camí de mort (1979), Tagebücher, Essays sowie die Literaturstudie Joaquim Ruyra i els caputxins (2015). Er ist Mitglied der Escriptors en Llengua Catalana (AELC) und des PEN Català. Die Qualität und Beständigkeit seines Schreibens haben ihn zu einer der repräsentativsten Stimmen seiner Generation in Katalonien und zu einem Maßstab für neue Autoren gemacht. Er erhielt zahlreiche Literaturpreise. 2017 erhielt er den Jaume Fuster Gedächtnispreis der Associació d’Escriptors en Llengua Catalana (AELC, Vereinigung der in katalanischer Sprache schreibenden Autoren). 2018 erhielt er den Nationalen Kulturpreis des Consell Nacional de la Cultura i de les Arts (CoNCA, Nationaler Kultur- und Kunstrat Kataloniens). In den 1980er Jahren wurde er dreimal bei den Jocs Florals von Barcelona ausgezeichnet. 1999 wurde er mit dem Creu de Sant Jordi ausgezeichnet.